# Babe chú heo chăn cừu
Babe chú heo chăn cừu là phim điện ảnh gia đình của đồng nhà văn và đạo diễn Chris Noonan. Phim chuyển thể từ tiểu thuyết The Sheep-Pig 1983 của Dick King-Smith 
Sau 7 năm phát triển, Babe được dựng phim rại Robertson, New South Wales, Úc.
Phim đã nhận được thành công từ phòng vé khi thu về $36,776,544 ở Úc. Nhận được nhiều phản hồi tích cực từ giới chuyên môn trong đó có 7 giải Oscar.

## Phân vai
- James Cromwell vai Arthur Hoggett
- Magda Szubanski vai Esme Cordelia Hoggett
- Brittany Byrnes vai The Hoggetts' granddaughter
- Wade Hayward vai The Hoggetts' grandson
- Paul Goddard vai con của the Hoggetts
- Zoe Burton vai em của Hoggetts

Diễn viên lồng tiếng
- Roscoe Lee Browne vai Người dẫn chuyện
- Christine Cavanaugh vai Babe
- Miriam Margolyes vai Fly
- Hugo Weaving vai Rex
- Danny Mann vai Ferdinand
- Miriam Flynn vai Maa
- Russi Taylor vai Duchess, con mèo của Hoggetts
- Michael Edward-Stevens vai The Horse
- Charles Bartlett vai The Cow
- Evelyn Krape vai Old Ewe
- Paul Livingston vai Rooster
- John Erwin vai bình luận viên truyền hình